# 剖刀鸭嘴蛤
剖刀鸭嘴蛤（学名：Laternula boschasina），是笋螂目薄壳蛤科薄壳蛤属的一种。主要分布于中国大陆、台湾，常栖息在潮间带泥沙底。